# Maciej Kozłowski
Maciej Kozlowski (sinh ngày 8 tháng 9 năm 1957 – mất ngày 11 tháng 5 năm 2010) là một diễn viên người Ba Lan. Ông nổi tiếng với vai diễn trong các phim điện ảnh Kingsajz, Psy, Kiler, With Fire and Sword, Schindler's List, và trong sê-ri phim truyền hình M jak miłość.
Maciej Kozlowski sinh tại Kargowa. Ông tốt nghiệp Trường Điện ảnh Quốc gia ở Łódź. Ông cũng chơi ở vị trí hậu vệ trong Đội bóng đá nghệ sĩ Ba Lan. Do căn bệnh viêm gan siêu vi C, Maciej Kozlowski qua đời ở Warsaw, hưởng dương 52 tuổi. Lễ tang của ông có sự tham dự của Daniel Olbrychski, Bogusław Linda, Zbigniew Zamachowski, Piotr Zelt, Michał Milowicz, Małgorzata Kożuchowska, Grażyna Wolszczak, Tomasz Karolak, Wiktor Zborowski, Marian Opania, Olaf Lubaszenko, Jan Englert, Robert Więckiewicz, Michał Żebrowski và Artur Żmijewski.

## Thành tích nghệ thuật

### Phim điện ảnh
- 1984: Wedle wyroków twoich... [pl]
- 1984: Nie było słońca tej wiosny - Piotr Wolosz
- 1985: Mgła - 'Kim'
- 1985: Osobisty pamiętnik grzesznika przez niego samego spisany
- 1988: Kingsajz
- 1989: Szklany dom
- 1990: Piggate - Alan Lecog
- 1990: Mów mi Rockefeller - Matros
- 1990: Ucieczka z kina "Wolność"
- 1990: Po upadku
- 1991: Kroll
- 1992: Szwadron - Kozlow
- 1992: Psy - Baranski
- 1993: Superwizja - Điệp viên
- 1993: Balanga - Bakala
- 1993: Pora na czarownice
- 1993: Schindler's List - Zablocie
- 1993: Pożegnanie z Marią
- 1993: Polski crash (TV Movie) - Dabek
- 1994: Miasto prywatne - Ali
- 1994: Piękna warszawianka
- 1995: Jönssonligans största kupp - Ritzie
- 1995: Nic śmiesznego - Maciej
- 1995: Dzieje mistrza Twardowskiego
- 1996: Deszczowy żołnierz
- 1996: Wirus
- 1996: Poznań 56
- 1996: Drzewa
- 1997: Kiler - Công tố viên
- 1998: Drugi brzeg
- 1999: With Fire and Sword - Krzywonos
- 1999: Ajlawju - Maniek
- 1999: Na koniec świata - Notary
- 2000: Ostatnia misja - Cortez
- 2000: Liceum czarnej magii - Dyrektor Kazimierz Pluto
- 2000: To ja, złodziej - Maks
- 2001: Blok.pl - Balagan
- 2001: Wiedźmin - Gwido / Falwick
- 2002: E=MC2 - Alosza
- 2002: Jak to się robi z dziewczynami - Dlugi
- 2003: Stara baśń - Smerda
- 2005: Masz na imię Justine
- 2005: Oda do radości - Piotr
- 2007: Jasne blekitne okna - Zbigniew
- 2007: Świadek koronny - Szybki
- 2008: Idealny facet dla mojej dziewczyny - Antoni Chrumski
- 2008: Kochaj i tańcz - Tài xế taxi
- 2009: Generał Nil - Tadeusz Grzmielewski
- 2009: Janosik. Prawdziwa historia
- 2010: Sufferosa - Rene Levert

### Sê-ri phim truyền hình
- 1980: Królowa Bona
- 1985: Przyłbice i kaptury - Benko
- 1992: Pogranicze w ogniu - Von Seebohm / Major von Seebohm
- 1996: Matki, żony i kochanki - Waldemar
- 1997-2000: Dom - Aleksander
- 1997: Sposób na Alcybiadesa - Psychologist Jacek Stanislaw Karwid
- 1998: Matki, żony i kochanki II - Waldemar
- 1998: 13 posterunek - PCảnh sát
- 1998-1999: Ekstradycja III
- 1999: Ogniem i mieczem - Krzywonos
- 2000: 13 posterunek 2
- 2000: Klasa na obcasach
- 2001-2002: Na dobre i na złe - Marcin
- 2001: Marszałek Piłsudski - Tướng Gustaw Dreszer-Orlicz (2001)
- 2001: Wiedźmin - Falwick / Gwido
- 2002: Przedwiośnie
- 2002: Samo Życie
- 2002-2010: M jak miłość - Waldemar Jaroszy
- 2004: Czwarta władza
- 2004: Oficer - Michal Matejewski
- 2006: Pogoda na piątek - Krzysztof
- 2007: Ekipa - Arkadiusz Stoch
- 2007: Odwróceni - Roman Kraus 'Szybki'
- 2008-2009: 39 i pół - Zdrada
- 2008: Trzeci oficer - Michal Matejewski
- 2009: Ojciec Mateusz - Rosa
- 2009: Plebania
- 2010: Szpilki na Giewoncie - Jedrek Skorupa